# Czupowo
Czupowo (deutsch Schupowen, 1938–1945 Schuppau) ist ein Ort in der polnischen Woiwodschaft Ermland-Masuren, der zur Landgemeinde Banie Mazurskie (Benkheim) im Powiat Gołdapski (Kreis Goldap) gehört.

## Geographische Lage
Czupowo liegt zwei Kilometer südlich des Jezioro Czupowskie und südöstlich des Skallischen Forstes (1938–1945 Altheider Forst, polnisch Lasy Skaliskie) im Nordosten der Woiwodschaft Ermland-Masuren. Die heutige Kreisstadt Gołdap (Goldap) liegt 16 Kilometer östlich, die einstige Kreishauptstadt Angerburg (polnisch Węgorzewo) 21 Kilometer südwestlich.

## Geschichte
Der ursprünglich nur aus einem kleinen Hof bestehende Ort Schopauen und spätere Gutsbezirk Schupowen wurde im Jahr 1556 gegründet. 1874 kam der kleine Ort zum neu errichteten Amtsbezirk Surminnen (polnisch Surminy), der bis 1945 zum Kreis Angerburg im Regierungsbezirk Gumbinnen der preußischen Provinz Ostpreußen gehörte. Im Jahr 1910 zählte Schupowen 17 Einwohner.
Am 30. September 1928 gab der Gutsbezirk Schupowen seine Selbständigkeit auf und schloss sich mit den Landgemeinden Kulsen (polnisch Kulsze) und Ziemianen (Ziemiany) zur neuen Landgemeinde Kulsen zusammen. 
Im Jahr 1938 erhielt Schupowen die Umbenennung in Schuppau, die jedoch nicht lange währen sollte: Seit der Ort 1945 in Kriegsfolge mit dem südlichen Ostpreußen zu Polen kam, trägt er die polnische Namensform Czupowo.
Czupowo gehört jetzt zum Schulzenamt (polnisch Sołectwo) Gryżewo (Griesgirren, 1938–1945 Grieswalde) und ist eine Ortschaft im Verbund der Landgemeinde Banie Mazurskie im Powiat Gołdapski, bis 1998 zur Woiwodschaft Suwałki, seither zur Woiwodschaft Ermland-Masuren zugehörig.

## Religionen
Bis 1945 war die mehrheitlich evangelische Bevölkerung Schupowens bzw. Schuppaus in das Kirchspiel der Kirche in Benkheim (Banie Mazurskie) im Kirchenkreis Angerburg in der Kirchenprovinz Ostpreußen der Evangelischen Kirche der Altpreußischen Union eingepfarrt, während die römisch-katholischen Kirchenglieder zur Kirche in Angerburg (Węgorzewo) im Bistum Ermland gehörten. 
Das änderte sich in den Nachkriegsjahren: Das bisher evangelische Gotteshaus in Banie Mazurskie ist jetzt die zuständige katholische Pfarrkirche im Dekanat Gołdap im Bistum Ełk (Lyck) der Römisch-katholischen Kirche in Polen, während die evangelischen Kirchenglieder jetzt zur Kirche in Gołdap gehören, einer Filialkirche der Pfarrei in Suwałki in der Diözese Masuren der Evangelisch-Augsburgischen Kirche in Polen.

## Verkehr
Czupowo liegt ein wenig abseits, jedoch in einer für den Tourismus reizvollen Umgebung. Der Ort ist von Banie Mazurskie (Benkheim) an der Woiwodschaftsstraße DW 650 (einstmals deutsche Reichsstraße 136) aus über eine Nebenstraße über Gryżewo (Griesgirren, 1938–1945 Grieswalde) und einen Landweg zu erreichen. Eine Bahnanbindung besteht nicht.